# Truth (Chingiz-dal)
A Truth (magyarul: Igazság) Chingiz azeri énekes dala, mellyel Azerbajdzsánt képviselte a 2019-es Eurovíziós Dalfesztiválon Tel-Avivban. Az előadót az azeri közszolgálati műsorsugárzó, az İTV választotta ki és kérte fel a szereplésre.

## Eurovíziós Dalfesztivál
A Truth című dal 2019 januárjában nyerte meg az İctimai TV belsőleg rendezett válogatóját. Közel 350 pályamű közül választották ki. A dal egy tisztességtelen, mérgező kapcsolatról szól. Egy kapcsolat olyan résztvevőjének történetét tárja fel, aki elárulja a másikat, és ezzel egy nehéz döntésre kényszeríti a feleket: elfogadják-e a hamis illúzióktól való megtévesztést.
Az Eurovíziós Dalfesztiválon a dalt először a május 16-i második elődöntőben adták elő, fellépési sorrendben utolsóként, tizennyolcadikként, az észak-macedón Tamara Todevska Proud című dala után. Innen 224 ponttal az ötödik helyen jutott tovább a döntőbe.
A május 18-i döntőben a fellépési sorrendben huszadikként adták elő, a belarusz ZENA Like It című dala után és a francia Bilal Hassani Roi című dala előtt. A szavazás során összesen 302 pontot szerzett, Oroszország zsűrijétől és közönségétől is begyűjtve a maximális 12 pontot. Ez a nyolcadik helyet jelentette a huszonhat fős mezőnyben. Azerbajdzsán 2013 óta először tudott az első tíz között végezni.

## Slágerlistás helyezések
| Slágerlista (2019)                               | Legjobb helyezés |
| ------------------------------------------------ | ---------------- |
| Görögország (IFPI International Digital Singles) | 100.             |
| Skócia (Scottish Singles Top 40)                 | 49.              |
| Svédország (Sverigetopplistan)                   | 91.              |
| Svájc (Schweizer Hitparade)                      | 43.              |
| Egyesült Királyság (UK Download Chart)           | 35.              |

## Külső hivatkozások
- Dalszöveg (angol nyelven). Genius
- A dal videóklipje. YouTube-videó, Eurovision Song Contest, 2019. március 8.
- A dal előadása az Eurovíziós Dalfesztivál második elődöntőjében. YouTube-videó, Eurovision Song Contest, 2019. május 16.
- A dal előadása az Eurovíziós Dalfesztivál döntőjében. YouTube-videó, Eurovision Song Contest, 2019. május 18.